# 紫口蛙螺
紫口蛙螺（学名：Bursa rosa），是异足目蛙螺科蛙螺属的一种。主要分布于印度尼西亚、台湾，常栖息在浅海岩礁底。浅海。